# Valfenera
Valfenera – miejscowość i gmina we Włoszech, w regionie Piemont, w prowincji Asti.
Według danych na styczeń 2009 gminę zamieszkiwało 2458 osób przy gęstości zaludnienia 110,6 os./1 km².